# 国立青少年自然の家
国立青少年自然の家（こくりつせいしょうねんしぜんのいえ）は、独立行政法人国立青少年教育振興機構が管理運営する宿泊型の青少年研修施設である。なお、国立青少年自然の家は、国立女性教育会館（ヌエック）、国立青少年交流の家（旧・青年の家）、国立オリンピック記念青少年総合センター（オリンピックセンター）同様に、あくまでも社会教育法に規定する社会教育施設（「団体宿泊訓練」施設）であり、旅館業法に規定する宿泊施設（ホテルなど）感覚での利用はできない。

## 沿革
- 1975年（昭和50年） - 国立室戸少年自然の家、開設（以後順次設置される）。
- 2001年（平成13年） - 14か所の国立少年自然の家が一括して独立行政法人国立少年自然の家として、国の組織から分離する。
- 2006年（平成18年） - 独立行政法人国立少年自然の家が、独立行政法人オリンピック記念青少年総合センター、独立行政法人国立青年の家と統合して、独立行政法人国立青少年教育振興機構が設立され、施設としての名称は国立青少年自然の家に改称される。

## 施設
全国に次の14施設がある。
- 国立日高青少年自然の家（北海道）
- 国立花山青少年自然の家（宮城県）
- 国立那須甲子青少年自然の家（福島県）
- 国立信州高遠青少年自然の家（長野県）
- 国立妙高青少年自然の家（新潟県）
- 国立立山青少年自然の家（富山県）
- 国立若狭湾青少年自然の家（福井県）
- 国立曽爾青少年自然の家（奈良県）
- 国立吉備青少年自然の家（岡山県）
- 国立山口徳地青少年自然の家（山口県）
- 国立室戸青少年自然の家（高知県）
- 国立夜須高原青少年自然の家（福岡県）
- 国立諫早青少年自然の家（長崎県）
- 国立大隅青少年自然の家（鹿児島県）